# Воеводовка (Луганская область)
Воево́довка — село в Луганской области Украины. Входит в состав Северодонецкого горсовета. На 11 мая 2022 года, село находится под контролем военнослужащих РФ

## Географическое положение
Расположено между городами Северодонецк и Рубежное. Рядом с селом протекает река Боровая (приток Северского Донца).

## Происхождение названия
О происхождении названия села Воеводовка есть несколько версий:
- От должности воеводы, которую занимал владелец этих земель граф Гендриков[2].
- От слова «воеводиты» — водить ватаги разбойников.
- От «воеводского поста», который мог организовать Бахмутский воевода для охраны людного места на переправе через Донец и сбора пошлин или налога.

## История

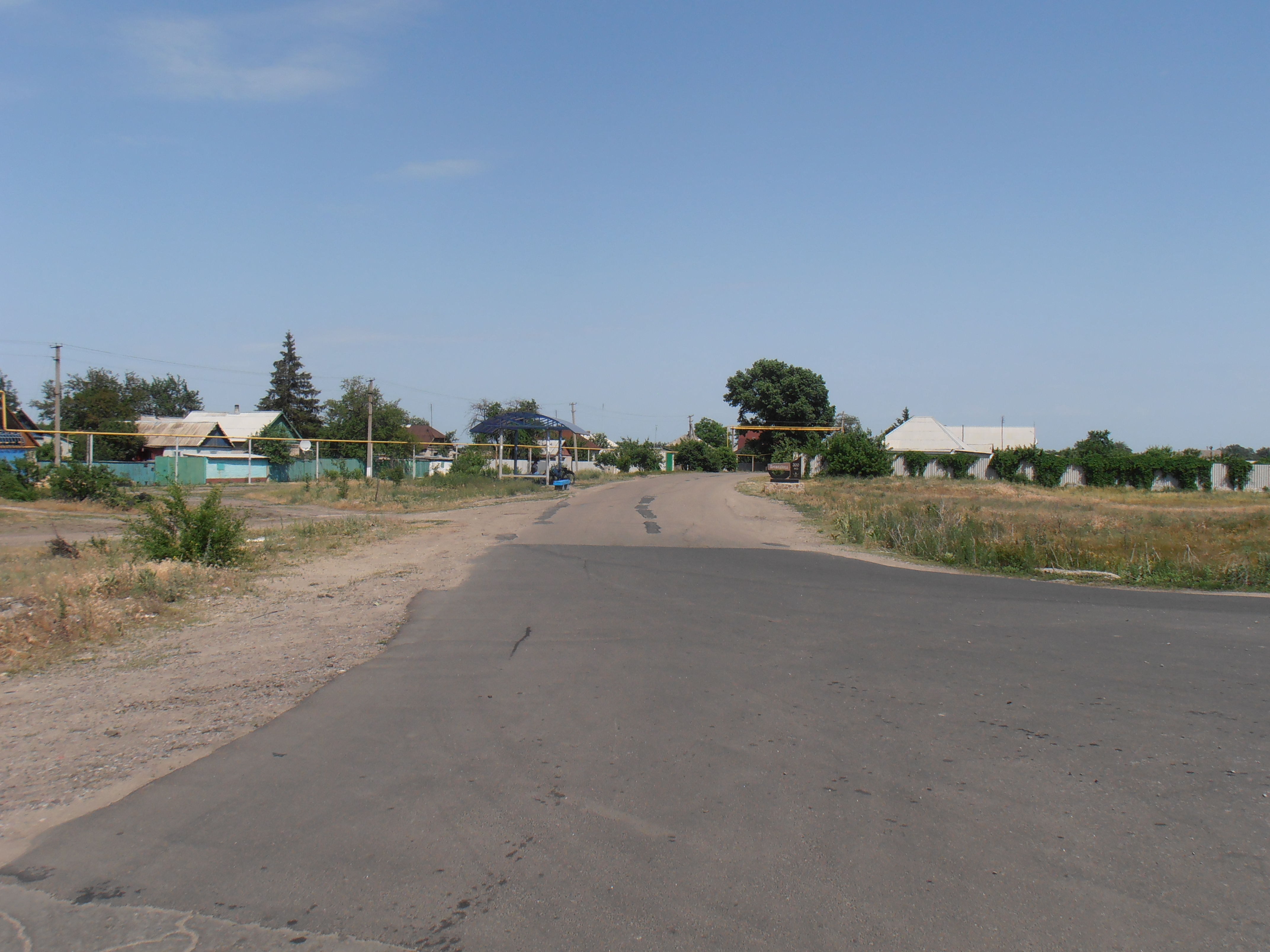
Кооперативная улица

Считается, что село было основано в 1707 году.
Первоначально село располагалось на левом берегу реки Боровой ближе к Северскому Донцу. Академик Гильденштадт, который путешествовал по этим краям в 1774 году, писал, что «в 14 верстах от Краснянки, ниже по Донцу, лежит Воеводовка». А это как раз на левом берегу Боровой. По мнению местных краеведов, могло быть несколько причин переноса села. Возможно, изменилось русло рек, либо, устав от постоянных наводнений, жители переселились на правый берег реки, который обычно круче.
В 1753 году на правом берегу Северского Донца возникает Славяносербия. Именно в то время граф Гендриков получает в собственность земли на левом берегу Северского Донца. Примерно в 1760 году он строит в селе Архангельске церковь. В 1757 году в селе было 80 дворов. В 1757 году генерал-аншеф Гендриков купил у Егора Смольянинова две мельницы с участками земли при них. При переписи 1778 года в селе проживало 160 мужчин и 148 женщин.
С 1997 года село относится к Северодонецкому городскому совету. В 2006 году село было газифицировано.

## Достопримечательности
- Памятный знак в честь 300-летия основания Воеводовки — установлен в 2007 году к юбилею села. Выполнен по эскизам Б. Романова и С. Войтенко[5].
- Свято-Николаевский храм-часовня — храм Северодонецкой епархии Украинской православной церкви Московского патриархата. Построен в 2009 году.
- Братская могила советских воинов, погибших в 1943 году. В 1953 году на могиле был установлен памятник[6].

## Улицы
- Кооперативная
- Подгорная
- Полевая
- Школьная
- Жовтневая
- Новая